# ویشهورود
شهر ویشهورود (به روسی: Вишгород) در استان کیف در کشور اوکراین واقع شده‌است. جمعیت این شهر ۲۲٬۹۳۳ نفر است.